# Avenger-klass
Avenger-klassen var en klass av eskorthangarfartyg som bestod av tre fartyg i tjänst hos Royal Navy under andra världskriget och ett fartyg av klassen i den amerikanska flottan som kallades Charger Type of 1942-klass. Alla tre var ursprungligen amerikanska handelsfartyg av Type C3 som höll på att byggas vid Sun Shipbuilding and Drydock Company Chester, Pennsylvania. Fartygen påbörjades 1939, sjösattes 1940 och levererades till Royal Navy senast 1942 enligt Lend-Lease-avtalet.
Fartygen hade en besättning på 555 man och en total längd på 150,04 meter, en bredd på 20,19 meter och en höjd på 7,09 meter. Deras deplacement var mellan 8 300 ton och 9 100 ton vid fullast. Framdrivningssystemet bestod av fyra dieselmotorer som var kopplade till en axel och gav 8 500 hästkrafter (6 300 kW), som kunde driva fartygen i en hastighet av 16,5 knop (30,6 km/h).
Hangarfartygen hade en liten kombinerad brygga och flygledning på styrbordssidan och ovanför det 120 meter långa trädäcket, en flygplanslyft på 13 meter × 10 meter, en katapult och nio spärrkablar. Flygplan kunde förvaras i en hangar på 58 meter × 14 meter under flygdäcket. Bestyckningen bestod av tre enkelmonterade 10,2 cm allmålskanoner och femton 20 mm automatkanoner på enkel- eller dubbel fästen. De kunde medföra femton flygplan som vanligtvis var en blandning av Grumman Martlet eller Hawker Sea Hurricane jaktflygplan och Fairey Swordfish eller Grumman Avenger ubåtsjaktflygplan. De tre fartygen i klassen var HMS Avenger, HMS Biter och HMS Dasher. Ett fjärde fartyg, USS Charger, byggdes samtidigt enligt samma design men togs i bruk i den amerikanska flottan.